# Morti nel 1620
| Questa pagina contiene informazioni ricavate automaticamente dalle voci biografiche con l'ausilio del template Bio e di un bot. L'aggiornamento è periodico e automatico e ricostruisce completamente la pagina. Se manca una persona in questa lista, sei pregato di non aggiungerla, ma accertati piuttosto che la sua voce biografica contenga il template Bio e che i dati anagrafici siano correttamente compilati. Se il template Bio manca, inseriscilo tu stesso o, in alternativa, metti l'avviso {{tmp\|Bio}} che ne segnala la mancanza. Se i dati riportati sono sbagliati, correggi direttamente la voce biografica; le modifiche saranno visibili in questa lista entro pochi giorni. Per chiarimenti vedi il progetto biografie. La lista contiene solo le 88 persone che sono citate nell'enciclopedia e per le quali è stato implementato correttamente il template Bio. Pagina aggiornata al 26 lug 2025. |

## Gennaio(4)
- 20 gennaio - Giovanni Battista Sacchetti, banchiere e mercante italiano (n. 1540)
- 23 gennaio - Naoe Kanetsugu, militare giapponese (n. 1559)
- 24 gennaio - Mario da Calascio, francescano e linguista italiano (n. 1550)
- 28 gennaio - Eleonora d'Asburgo, nobile austriaca (n. 1582)

## Febbraio(2)
- 15 febbraio - James Archer, gesuita irlandese (n. 1550)
- 19 febbraio - Roemer Visscher, mercante olandese (n. 1547)

## Marzo(11)
- 1º marzo - Thomas Campion, compositore, poeta e medico inglese (n. 1567)
- 5 marzo - Giovanni Francesco Sagredo, nobile italiano (n. 1571)
- 8 marzo - Ottavio Gaetani, gesuita e storico italiano (n. 1566)
- 11 marzo - Francesco Gonzaga, nobile, francescano e vescovo cattolico italiano (n. 1546)
- 17 marzo - Giovanni Sarkander, presbitero boemo (n. 1576)
- 20 marzo - Ippolito Galantini, predicatore italiano (n. 1565)
- 23 marzo - Radu X Șerban, nobile rumeno
- 26 marzo - Domenico Toschi, cardinale e vescovo cattolico italiano (n. 1535)
- 28 marzo - Domenico Mellini, umanista, letterato e diplomatico italiano (n. 1531)
- 30 marzo - Antonio Maria Gallo, cardinale e vescovo cattolico italiano (n. 1553)
- 31 marzo - Cosimo Bottegari, compositore, cantore e liutista italiano (n. 1554)

## Aprile(6)
- 8 aprile - Angelo Rocca, umanista, bibliotecario e vescovo cattolico italiano (n. 1545)
- 10 aprile - Pedro de Valencia, filosofo, umanista e storico spagnolo (n. 1555)
- 14 aprile - Pierre-Antoine Rascas, numismatico e antiquario francese (n. 1562)
- 21 aprile - Camillo Beccio, vescovo cattolico italiano
- 23 aprile - Hayim Vital, rabbino, mistico e scrittore ottomano (n. 1542)
- 27 aprile - Benedetto Ala, arcivescovo cattolico italiano

## Maggio(4)
- 3 maggio - Sabatino de Ursis, gesuita, ingegnere e astronomo italiano (n. 1575)
- 7 maggio - Giorgio Odescalchi, vescovo cattolico italiano (n. 1564)
- 16 maggio - William Adams, navigatore inglese (n. 1564)
- 30 maggio - Matthias Hovius, arcivescovo cattolico belga (n. 1542)

## Giugno(2)
- 10 giugno - Saliha Banu Begum, regina indiana
- 16 giugno - Carlo Saraceni, pittore italiano

## Luglio(2)
- 13 luglio - Guglielmo Luigi di Nassau-Dillenburg, conte (n. 1560)
- 27 luglio - Ippolito della Rovere, militare italiano (n. 1554)

## Agosto(4)
- 2 agosto - Carolus Luython, compositore e organista fiammingo (n. 1557)
- 18 agosto - Wanli, imperatore cinese (n. 1563)
- 22 agosto - Giovanni Evangelista Pallotta, cardinale italiano (n. 1548)
- 28 agosto - Andrea Pellegrini, pittore italiano

## Settembre(5)
- 3 settembre - Timoteo II di Costantinopoli, arcivescovo ortodosso greco
- 10 settembre - Alessandro De Angelis, gesuita, teologo e astronomo italiano (n. 1559)
- 20 settembre - Giovanni Maria Nosseni, architetto, scultore e scrittore svizzero (n. 1544)
- 26 settembre - Taichang, imperatore cinese (n. 1582)
- 28 settembre - Sidonia von Borcke, nobile tedesca (n. 1548)

## Ottobre(3)
- 5 ottobre - Giovanni Angelo d'Altemps, II duca di Gallese, nobile e letterato italiano (n. 1587)
- 7 ottobre - Stanisław Żółkiewski, militare polacco (n. 1547)
- 28 ottobre - Ippolito Scarsella, pittore italiano

## Novembre(5)
- 6 novembre - Richard Carew, storico, traduttore e antiquario inglese (n. 1555)
- 13 novembre - Louise de Coligny, principessa (n. 1555)
- 13 novembre - Iwaki Sadataka, militare giapponese (n. 1583)
- 23 novembre - Giovanna di Monaco, principessa monegasca (n. 1596)
- 27 novembre - Francesco I di Pomerania, duca e vescovo luterano (n. 1577)

## Dicembre(8)
- 2 dicembre - Placido della Marra, vescovo cattolico italiano
- 3 dicembre - Janusz Radziwiłł, nobile lituano (n. 1579)
- 6 dicembre - Antonio Viviani, pittore italiano (n. 1560)
- 8 dicembre - Bernardino Stefonio, gesuita, umanista e drammaturgo italiano (n. 1560)
- 8 dicembre - Lope de Ulloa y Lemos, militare spagnolo
- 9 dicembre - Orazio Lancellotti, cardinale italiano (n. 1571)
- 19 dicembre - Louis de Montesinos, religioso e teologo spagnolo (n. 1552)
- 20 dicembre - Cosimo da Castelfranco, pittore italiano

## Senza giorno specificato(32)
- Aegidius Albertinus, scrittore tedesco (n. 1560)
- Diego Álvarez de Paz, religioso spagnolo (n. 1560)
- Giulia Ammannati, italiana (n. 1538)
- Diane d'Andoins, contessa francese (n. 1554)
- Vittoria Archilei, cantante italiana (n. 1550)
- Richard Barnfield, poeta inglese (n. 1574)
- Vittorio Bontadini, ingegnere e architetto italiano
- Jean Béguin, chimico francese (n. 1550)
- Mario Cartaro, incisore italiano (n. 1540)
- Pietro Leone Casella, antiquario, poeta e storico italiano (n. 1540)
- Gabriel de Castilla, navigatore e esploratore spagnolo (n. 1577)
- Pasquale Cati, pittore italiano (n. 1550)
- Menahem Azariah da Fano, rabbino italiano (n. 1548)
- Fatma Sultan, principessa ottomana (n. 1573)
- Nathan Field, attore teatrale e drammaturgo inglese (n. 1587)
- Giacomo Franco, incisore e editore italiano (n. 1550)
- Hubert Gerhard, scultore olandese (n. 1550)
- Gașpar Graziani, militare italiano
- Thomas Hood, matematico inglese (n. 1556)
- Joachim van den Hove, compositore e liutista olandese
- Piotr Kochanowski, scrittore, poeta e traduttore polacco (n. 1566)
- Marco Mazzaroppi, pittore italiano (n. 1550)
- Gaspar Pérez de Villagrá, esploratore spagnolo (n. 1555)
- Agostino Pinelli Luciani, doge (n. 1537)
- Riccardo Rognoni, teorico della musica, violinista e compositore italiano
- Juan Rufo, scrittore e militare spagnolo
- Simone Stevino, ingegnere, fisico e matematico fiammingo (n. 1548)
- Valeria Miani, drammaturga italiana (n. 1563)
- Jan Wierix, incisore, pittore e miniaturista fiammingo (n. 1549)
- Ursino de Bertis, vescovo cattolico italiano (n. 1559)
- Aloisia de Luna, nobildonna italiana (n. 1553)
- Joris van Spilbergen, navigatore, esploratore e ufficiale olandese (n. 1568)